# 本特利 (堪薩斯州)
本特利（英語：Bentley）是一個位於美國堪薩斯州塞奇威克縣的城市。

## 地方資料
根據2020年美國人口普查的數據，本特利的面積為0.79平方千米，當中陸地面積為0.79平方千米，而水域面積為0.00平方千米。當地共有人口560人，而人口密度為每平方千米708.86人。